# Раштрия сваямсевак сангх
Раштри́я сваямсе́вак сангх (англ. Rashtriya Swayamsevak Sangh, хинди राष्ट्रीय स्वयंसेवक संघ рус. Союз добровольных слуг родины) — правая военизированная националистическая организация в Индии, крупнейшая некоммунистическая организация в мире и влиятельнейшая индуистская националистическая организация. Принадлежит к группе индуистских националистических организаций «Сангх паривар». РСС принято считать родоначальницей политической партии Индии «Бхаратия джаната парти», которая возникла в 1980 году на базе РСС и Джана-сангха. Официальный печатный орган РСС — газета Organiser.

## История
Основана в 1925 году врачом из Нагпура К. Б. Хедгеваром как социальная и культурная организация, ставившая своей целью противостоять британскому колониализму и исламскому сепаратизму в Индии. Волонтёры РСС приняли активное участие в различных политических и социальных движениях, включая Индийское национально-освободительное движение. Во время Второй мировой войны лидеры РСС восхищались Адольфом Гитлером.
РСС несколько раз запрещалась в Индии: во времена британского колониального господства; в 1948 году, после того, как бывший член РСС Натхурам Годзе застрелил Махатму Ганди; во время чрезвычайного положения в 1975—1978 годы, а также после разрушения Мечети Бабри в 1992 году.
Волонтёры организации получили известность за свою роль в ликвидации последствий стихийных бедствий. РСС активно участвовала в ликвидации последствий циклона в Ориссе (1971), циклона в Андхра-Прадеш (1977), Бхопальской катастрофы (1984). После Гуджаратского землетрясения в 2001 году волонтёры РСС помогали заново отстраивать разрушенные землетрясением деревни. В этой акции приняло участие около 35 000 членов РСС, за что организация получила положительные отзывы даже от своих критиков. Аффилированная с РСС организация «Сева Бхарати» участвовала в ликвидации последствий землетрясения в Индийском океане в 2004 году и вызванного им цунами. Члены организации помогали строить временные убежища для пострадавших, обеспечивали их едой, одеждой и медикаментами. В 2006 году «Сева Бхарати» взяла под свою опеку 57 детей-сирот (38 мусульман и 19 индуистов) из пострадавших в результате военных действий районов штата Джамму и Кашмир. В 1999 году РСС оказало поддержку жертвам Каргильской войны.
В 2013 году волонтёры РСС оказали помощь пострадавшим от наводнения в Уттараканде.

## Лидеры (сарсангхачала) РСС
- К. Б. Хедгевар (1925—1930, 1931—1940)
- Лакшман Ваман Паранджпе (1930—1931)
- М. С. Голвалкар (1940—1973)
- Мадхукар Даттатрая Деорас (1973—1993)
- Раджендра Сингх (1993—2000)
- К. С. Сударшан (2000—2009)
- Мохан Бхагват (с 2009)